# Eduardo Mieres
Eduardo Mieres, vollständiger Name Eduardo Daniel Mieres Pérez (* 22. März 1984 in Montevideo oder Paysandú) ist ein uruguayischer Fußballspieler.

## Karriere
Der nach Angaben seines Vereins 1,88 Meter große Abwehrspieler ist der ältere Bruder von Rodrigo Mieres. Er stand im Jahr 2003 beim uruguayischen Verein Paysandú FC unter Vertrag. Dort sind für ihn neun Zweitliga-Einsätze in der Apertura verzeichnet. Zu Beginn des Jahres 2004 wechselte er dann in die Primera División zum Club Atlético Peñarol und gehörte dem Verein bis zum 1. August 2006 an. Mindestens einmal kam er in dieser Zeitspanne in der Apertura der Saison 2005/06 zum Einsatz. Nächste Karrierestation war der ebenfalls in Montevideo angesiedelte Club Miramar Misiones, für den er in der Spielzeit 2006/07 28 Erstligapartien bestritt, bei denen er immer in der Startformation stand. Auch in der Clausura 2008 werden sieben Spiele mit seiner Beteiligung geführt. Zur Saison 2008/09 schloss er sich Juventud an und absolvierte 15 Begegnungen in dieser Runde. Nach seinem Wechsel zur Saison 2009/10 stand er bis zum 20. Januar 2010 in Reihen des Club Atlético Atenas. Dort kann er fünf Einsätze in der Apertura 2009 vorweisen. Nächster Arbeitgeber war bis August 2010 Deportivo Jalapa. Über ein Zwischenengagement beim Club Sportivo Cerrito in der Saison 2010/11 gelangte er schließlich am 26. Juli 2011 zum Club Atlético Cerro, für den er seither spielte. Bis zum Saison-Abschluss 2012/13 bestritt er je nach Quellenlage 44 oder 45 Ligapartien für die Montevideaner, in denen er zwei Treffer erzielte. In der Spielzeit 2013/14 absolvierte er sieben Spiele (kein Tor) in der Primera División. Nachdem 2014 zunächst ein Wechsel zum Zweitligisten Central Español vermeldet wurde, war schließlich der argentinische Klub Unión Aconquija sein neuer Arbeitgeber. Dort wurde er bis Ende Januar 2015 in drei Ligaspielen (kein Tor) eingesetzt. Ab der Clausura 2015 stand er dann doch in Reihen Central Españols und lief bis zum Saisonende 2014/15 achtmal (ein Tor) in der Segunda División auf. Ende September 2015 schloss er sich deren Ligakonkurrenten, dem Club Atlético Torque an. Dort bestritt er bis Saisonende zwölf Zweitligaspiele (kein Tor). Anfang August 2016 wechselte er zu Deportivo Maldonado.